# 李相 (正德進士)
李相（？—？年），號鏡石，江西吉安府吉水縣谷平人，民籍。明朝政治人物。

## 生平
正德五年（1510年）庚午科江西乡试舉人，九年（1514年）甲戌科二甲第六十五名進士，授南京刑部主事，累迁北京刑部四川司郎中，出守福建汀州府，嘉靖七年（1528年）九月，刑部尚书胡世宁等言李相等人在恤刑時，所审理的案件多有失误，被降一级，左迁泗州知州，改靖州。上官举荐其能，擢广西按察司佥事，致仕归，优游林泉以终。